# Jorge Fellipe
Jorge Fellipe (* 27. Oktober 1988 in Rio de Janeiro), mit vollständigen Namen Jorge Fellipe de Oliveira Figuiero, ist ein brasilianischer Fußballspieler.

## Karriere
Jorge Fellipe erlernte das Fußballspielen in den brasilianischen Mannschaften FC Santos, Vilavelhense FC und CA Monte Alegre. Im Januar 2009 ging er bis Anfang August 2009 in die Ukraine, wo er sich dem Wolyn Luzk aus Luzk anschloss. Anfang August 2009 kehrte er nach Brasilien zurück, wo er beim EC Juventude in Caxias do Sul einen Vertrag unterschrieb. Hier stand er bis Anfang April 2010 unter Vertrag. Am 5. April 2010 verpflichtete ihn der Tombense FC aus Tombos. Von Tombense wurde er an den Figueirense FC, Náutico Capibaribe, Paysandu SC, Duque de Caxias FC und den América FC (RN) ausgeliehen. Nach Vertragsende bei Tombense unterschrieb er im Januar 2013 einen Vertrag beim Boavista SC. Anschließend spielte er für Nova Iguaçu FC, Athletico Paranaense, Madureira EC und CS Alagoano. Mit CS Alagoano feierte er 2017 die Meisterschaft der Série C. Im Januar 2018 ging er wieder nach Europa, wo er sich in Portugal dem Desportivo Aves anschloss. Der Verein aus Vila das Aves spielte in der ersten Liga des Landes, der Primeira Liga. Im Mai 2018 stand er mit Aves im Endspiel des portugiesischen Pokals. Hier besiegte man Sporting Lissabon mit 2:1. Für Aves bestritt er 24 Erstligaspiele. Nach der Saison 2019 wechselte er bis Ende Januar 2020 nach Saudi-Arabien zum Erstligisten Damac FC. Mit dem Verein aus Chamis Muschait stand er 13-mal in der ersten Liga auf dem Spielfeld. Ende Januar 2020 kehrte er nach Portugal zurück. Hier stand er bis Mitte September 2020 beim Zweitligisten SC Farense in Faro unter Vertrag. Nach dem 24. Spieltag der Saison 2019/20 wurde die Saison wegen der COVID-19-Pandemie abgebrochen. Farense stand auf dem 2. Tabellenplatz und stieg anschließend in die erste Liga auf. Am 16. September 2020 zog es ihn wieder nach Saudi-Arabien, wo ihn der Erstligist Al-Tai FC aus Ha'il bis Januar 2021 unter Vertrag nahm. Die Lion City Sailors, ein Erstligist aus Singapur, nahm ihn die Saison 2021 unter Vertrag. Am Ende der Saison feierte er mit den Sailors die singapurische Meisterschaft. Für die Sailors stand er 15-mal in der ersten Liga auf dem Spielfeld. Über die kurzzeitige brasilianische Station EC Santo André ging er im Januar 2022 wieder nach Portugal. Der Zweitligist Académica de Coimbra aus Coimbra nahm ihn bis Saisonende unter Vertrag. Für Coimbra stand er neunmal in der zweiten Liga auf dem Rasen. Im Sommer 2022 wechselte er nach Thailand. Hier unterschrieb er einen Vertrag beim Erstligisten Nongbua Pitchaya FC. Nach 14 Erstligaspielen wurde sein Vertrag im Dezember 2022 wieder aufgelöst. Im gleichen Monat unterschrieb er einen Vertrag beim ebenfalls in der ersten Liga spielenden Lampang FC. Nach einer Saison Erstklassigkeit musste er mit dem Verein aus Lampang am Ende der Saison als Tabellenletzter wieder den Weg in die zweite Liga antreten. Für Lampang stand er in der Rückrunde elfmal in der ersten Liga auf dem Spielfeld. Im Juli 2023 nahm ihn der Erstligaaufsteiger Trat FC unter Vertrag. Am Ende der Saison 2023/24 belegte er mit dem Verein aus Trat den letzten Tabellenplatz und musste somit in die zweite Liga absteigen. Nach einer Spielzeit, in der er 23 Ligaspiele bestritt, wechselte er im Juni 2024 zum zu seinem ehemaligen Verein, dem Nongbua Pitchaya FC. Am Ende der Saison 2024/25 belegte er mit Nongbua den 14. Tabellenplatz und musste somit in die zweite Liga absteigen. Nach dem Abstieg wurde sein Vertrag im Sommer 2025 nicht verlängert. Im Juni 2025 verpflichtete ihn der Erstligaaufsteiger Chonburi FC.

## Erfolge
CS Alagoano
- Série C: 2017

Desportivo Aves
- Taça de Portugal: 2018

Lion City Sailors
- Singapurischer Meister: 2021